# Krušinka
Krušinka (ukr. Крушинка) je selo u Ukrajini, u Kijevskoj oblasti, u Fastivskom rajonu.